# Kupinečki Kraljevec
Kupinečki Kraljevec is een plaats in de gemeente Zagreb in de Kroatische provincie Stad Zagreb. De plaats telt 1.718 inwoners (2001).